# Rikotipas
De Rikotipas (Georgisch: რიკოთის უღელტეხილი, Rikotis Ugeltechili) is een bergpas in het zuiden van het Lichigebergte in Georgië met een hoogte van 996 meter. Het gebergte waarover de pas gaat verdeelt het land in oost en west. De hoofdweg S1 tussen Tbilisi en Koetaisi gaat sinds 1982 met een tunnel van 1.722 meter lengte door deze pas. De oude weg over de pas wordt nog steeds gebruikt wanneer de tunnel gesloten is.